# David Mathers
David Mathers (* 23. Oktober 1931 in Glasgow; † 22. August 2014 in Southport) war ein schottischer Fußballspieler, der im Mittelfeld agierte.

## Leben
Nach seinem Schulabschluss 1947 absolvierte Mathes eine Ausbildung im Nachwuchsbereich von Partick Thistle, wo er zwei Jahre später als 17-Jähriger einen Profivertrag erhielt. Dreimal erreichte er mit dem Firhill Club das Finale um den schottischen Ligapokal, das in allen Fällen verloren wurde: 1954, gegen den FC East Fife (2:3), 1957, gegen Celtic Glasgow (0:3) und 1959, gegen Heart of Midlothian (1:5).
Im September 1959 wechselte Mathers zu Headington United, die im Sommer 1960 in Oxford United  umbenannt wurden. Im Dezember 1960 kehrte er zu Partick Thistle zurück, absolvierte dort aber kein Spiel mehr und wechselte am Saisonende 1960/61 zum FC East Stirlingshire, in dessen Reihen er seine aktive Laufbahn ausklingen ließ.
Sein einziges Länderspiel für die schottische Nationalmannschaft absolvierte er am 25. Mai 1954 beim 2:1-Sieg gegen Finnland. Mathers gehörte auch zum 22-köpfigen WM-Aufgebot Schottlands 1954, war jedoch einer von neun „aussortierten“ Spielern, die die Reise letztendlich nicht antraten, weil nur 13 Spieler zur WM-Endrunde 1954 mitgenommen wurden.